# Чемпионат мира по кроссу на снегоходах
Чемпионат мира по кроссу на снегоходах (англ. FIM Snowcross World Championship) — гоночная серия, ежегодно проводимая Международной мотоциклетной федерацией (FIM) с 2004 года. Пришёл на смену Кубку мира по кроссу на снегоходах, проводившемуся в 2002 и 2003 годах. Победителем обоих Кубков стал финский пилот Янне Тапио.
С 2004 по 2009 года чемпионат проходил в несколько этапов (от 3 до 4), причем каждый этам мог включать как одну, так и две гонки. Самым протяженным по количеству гонок стал чемпионат мира 2007 года (4 этапа, 8 гонок). С 2010 года чемпионат состоит из двух гонок в рамках одного этапа (кроме 2016 года, включавшего два этапа). В 2020 году чемпионат не проводился из-за ограничений, связанных с пандемией COVID-19.
Этапы Чемпионата мира в разные годы принимали Швеция (2004-2005, 2007-2010, 2014-2015, 2017, 2019, 2025), Финляндия (2004-2006, 2008, 2011, 2013, 2016, 2018, 2021, 2024-2025), Норвегия (2004-2009, 2016, 2023-2024), Швейцария (2006-2007), Италия (2009), Россия (2012) и Турция (2024-2025). Турция должна была принять чемпионат в 2023 году, но из-за землетрясения соревнования перенесли в Норвегию, а этап в Турции был сдвинут на 2024 год.

## Участие России
В 2012 году Чемпионат мира по кроссу на снегоходах прошёл в России, в Ивановской области в д. Шалдово на трассе Центра технических видов спорта «Семигорье». Трасса в Семигорье известна как локация российского этапа Чемпионата мира по мотокроссу.
Помимо того, в чемпионатах мира по кроссу на снегоходах принимали участие российские гонщики Дмитрий Скляров, Павел Захаров, Владимир Ушаков, Максим Шевченко, Дмитрий Цуков. Лучшее место российского пилота в чемпионате — 12-е место Дмитрия Склярова в 2012 году.

## Кубок мира по кроссу на снегоходах среди женщин
С 2014 года под эгидой FIM проходит Кубок мира по кроссу на снегоходах среди женщин (англ. FIM Women's Snowcross World Cup) — кроме 2020 и 2022 годов, пропущенных из-за ограничений, связанных с COVID-19. Все розыгрыши Кубка состояли из одного или двух этапов, включающих 1 или 2 гонки. Этапы Кубков проходили в Швеции (2014-2015, 2017, 2019), Финляндии (2016, 2018, 2021, 2024) и Норвегии (2016, 2023-2024).

## Формат уик-энда
Стандартный уик-энд чемпионата состоит из нескольких сессий:
- Свободная практика длительностью 20 минут. Может быть одна (если на этап заявлено 30 и менее пилотов) или две (если более 30 пилотов).
- Квалификационные заезды длительностью 5 минут. Их может быть от четырёх до восьми в зависимости от количества пилотов. В одном квалификационном заезде может принимать участие не более 15 пилотов. По результатам квалификации 10 пилотов, показавших лучшее время, получают очки.
- «Последний шанс». 8-минутный квалификационный заезд для пилотов, не прошедших основную квалификацию. В нём принимает участие до 16 пилотов, два из них могут попасть в гонку.
- Ворм-ап длительностью 10 минут.
- Две финальных гонки. За результаты каждой очки начисляются независимо.

## Система начисления очков
Система начисления очков в Чемпионате мира была неизменна с самого первого Кубка мира в 2002 году до сезона 2023 года и одинакова как в общем, так и в женском чемпионатах. Очки начислялись первым 20 пилотам независимо от того, финишировали они в гонке или нет.
| Позиция | 1  | 2  | 3  | 4  | 5  | 6  | 7  | 8  | 9  | 10 | 11 | 12 | 13 | 14 | 15 | 16 | 17 | 18 | 19 | 20 |
| Очки    | 25 | 22 | 20 | 18 | 16 | 15 | 14 | 13 | 12 | 11 | 10 | 9  | 8  | 7  | 6  | 5  | 4  | 3  | 2  | 1  |

C 2024 года очки получают первые 16 пилотов по следующей системе:
| Позиция | 1  | 2  | 3  | 4  | 5  | 6  | 7  | 8  | 9  | 10 | 11 | 12 | 13 | 14 | 15 | 16 |
| Очки    | 25 | 22 | 20 | 18 | 16 | 15 | 14 | 13 | 12 | 11 | 10 | 9  | 8  | 7  | 6  | 5  |

Также с 2024 года очки начисляются первым десяти пилотам, занявшим наивысшие места в квалификационных заездах. В рамках уик-энда проводится два квалификационных заезда, в которых принимают участие две разных группы пилотов, после чего показанные ими времена выстраиваются в единую таблицу. 
| Позиция | 1  | 2 | 3 | 4 | 5 | 6 | 7 | 8 | 9 | 10 |
| Очки    | 10 | 9 | 8 | 7 | 6 | 5 | 4 | 3 | 2 | 1  |

Таким образом, за один уик-энд пилот может набрать максимум 60 очков (если будет самым быстрым в квалификационном заезде, а затем выиграет обе гонки).

## Победители и призёры Кубка и Чемпионата мира по кроссу на снегоходах
| Год  | Кол-во гонок                          | Чемпион                               | Вице-чемпион                          | Бронзовый призёр                      |
| ---- | ------------------------------------- | ------------------------------------- | ------------------------------------- | ------------------------------------- |
| 2002 | 3                                     | Янне Тапио (FIN)                      | Томас Аберг (SWE)                     | Янне Юрвелин (FIN)                    |
| 2003 | 1                                     | Янне Тапио (FIN)                      | Томас Аберг (SWE)                     | Янне Юрвелин (FIN)                    |
| 2004 | 3                                     | Янне Тапио (FIN)                      | Томас Аберг (SWE)                     | Йохан Эрикссон (SWE)                  |
| 2005 | 3                                     | Янне Тапио (FIN)                      | Даниэль Олофссон (SWE)                | Петер Эриксон (SWE)                   |
| 2006 | 4                                     | Петер Эриксон (SWE)                   | Янне Тапио (FIN)                      | Йохан Эрикссон (SWE)                  |
| 2007 | 8                                     | Петер Эриксон (SWE)                   | Йохан Эрикссон (SWE)                  | Виктор Стенман (SWE)                  |
| 2008 | 6                                     | Эмиль Охман (SWE)                     | Виктор Стенман (SWE)                  | Нико Корсумаэки (FIN)                 |
| 2009 | 6                                     | Петер Эриксон (SWE)                   | Эмиль Охман (SWE)                     | Нико Корсумаэки (FIN)                 |
| 2010 | 3                                     | Такер Хибберт (USA)                   | Йохан Лидман (SWE)                    | Кори Дэвис (USA)                      |
| 2011 | 3                                     | Эмиль Охман (SWE)                     | Петтер Нарса (SWE)                    | Такер Хибберт (USA)                   |
| 2012 | 3                                     | Такер Хибберт (USA)                   | Петтер Нарса (SWE)                    | Адам Ренхейм (SWE)                    |
| 2013 | 3                                     | Адам Ренхейм (SWE)                    | Петтер Нарса (SWE)                    | Логан Кристиан (USA)                  |
| 2014 | 1                                     | Адам Ренхейм (SWE)                    | Эмиль Охман (SWE)                     | Ниссе Кьельстрём (SWE)                |
| 2015 | 1                                     | Маркус Огемар-Хеллгрен (SWE)          | Ниссе Кьельстрём (SWE)                | Филип Эрикссон (SWE)                  |
| 2016 | 2                                     | Адам Ренхейм (SWE)                    | Аки Пихлайя (FIN)                     | Ниссе Кьельстрём (SWE)                |
| 2017 | 2                                     | Адам Ренхейм (SWE)                    | Аки Пихлайя (FIN)                     | Элиас Исхоэл (NOR)                    |
| 2018 | 2                                     | Адам Ренхейм (SWE)                    | Аки Пихлайя (FIN)                     | Ниссе Кьельстрём (SWE)                |
| 2019 | 2                                     | Адам Ренхейм (SWE)                    | Аки Пихлайя (FIN)                     | Оскар Норум (FIN)                     |
| 2020 | Сезон отменён из-за пандемии COVID-19 | Сезон отменён из-за пандемии COVID-19 | Сезон отменён из-за пандемии COVID-19 | Сезон отменён из-за пандемии COVID-19 |
| 2021 | 2                                     | Петтер Нарса (SWE)                    | Джон Стенберг (SWE)                   | Эмиль Ханссон (SWE)                   |
| 2022 | Сезон отменён из-за пандемии COVID-19 | Сезон отменён из-за пандемии COVID-19 | Сезон отменён из-за пандемии COVID-19 | Сезон отменён из-за пандемии COVID-19 |
| 2023 | 2                                     | Аки Пихлайя (FIN)                     | Элиас Исхоэл (NOR)                    | Густав Сальстен (SWE)                 |
| 2024 | 6                                     | Магнус Рейтен (NOR)                   | Джесси Кирхмайер (USA)                | Аки Пихлайя (FIN)                     |
| 2025 | 6                                     | Элиас Исхоэл (NOR)                    | Аки Пихлайя (FIN)                     | Милле Андерссон (SWE)                 |

## Победители и призёры Кубка мира по гонкам на снегоходах среди женщин
| Год  | Кол-во гонок                          | Чемпион                               | Вице-чемпион                          | Бронзовый призёр                      |
| ---- | ------------------------------------- | ------------------------------------- | ------------------------------------- | ------------------------------------- |
| 2014 | 1                                     | Элина Охман (SWE)                     | Сигне Ирен Братен (NOR)               | Мален Андерсен (NOR)                  |
| 2015 | 1                                     | Элина Охман (SWE)                     | Ронья Ревель (SWE)                    | Эмилия Дальгрен (SWE)                 |
| 2016 | 2                                     | Марика Ренхейм (SWE)                  | Эмилия Дальгрен (SWE)                 | Мален Андерсен (NOR)                  |
| 2017 | 1                                     | Элина Охман (SWE)                     | Эмилия Дальгрен (SWE)                 | Ронья Ренхейм (SWE)                   |
| 2018 | 2                                     | Марика Ренхейм (SWE)                  | Мален Андерсен (NOR)                  | Эмилия Дальгрен (SWE)                 |
| 2019 | 2                                     | Элина Охман (SWE)                     | Мален Андерсен (NOR)                  | Эллен Бякке (SWE)                     |
| 2020 | Сезон отменён из-за пандемии COVID-19 | Сезон отменён из-за пандемии COVID-19 | Сезон отменён из-за пандемии COVID-19 | Сезон отменён из-за пандемии COVID-19 |
| 2021 | 2                                     | Хильда Арнессон (SWE)                 | Теа Арнессон (SWE)                    | Хильда Охман (SWE)                    |
| 2022 | Сезон отменён из-за пандемии COVID-19 | Сезон отменён из-за пандемии COVID-19 | Сезон отменён из-за пандемии COVID-19 | Сезон отменён из-за пандемии COVID-19 |
| 2023 | 2                                     | Мален Коттью1 (NOR)                   | Хильда Охман (SWE)                    | Теа Арнессон (SWE)                    |
| 2024 | 4                                     | Мален Коттью (NOR)                    | Дженни Лундстрём (SWE)                | Вильма Йонссон (SWE)                  |
| 2024 | 4                                     | Сага Форселл (FIN)                    | Вильма Йонссон (SWE)                  | Эмма Лааманен (FIN)                   |

1В феврале 2021 года Мален Андерсен вышла замуж за пилота Коула Джеффри Коттью и, начиная с сезона 2023 года, выступает под фамилией Коттью.